# Веца д'Ольо
Веца д'Ольо (на италиански: Vezza d'Oglio) е малък град и община в Северна Италия.

## География
Градът се намира в област (регион) Ломбардия на провинция Бреша. Той е алпийски планински курорт. Разположен е в живописна долина на река Ольо. На север на около 8 км по течението на река Ольо е град Тему, а на юг на около 11 км също по течението на река Ольо е град Едоло. Население 1423 жители от преброяването през 2007 г.